# Crazy Story
Crazy Story è un singolo del rapper statunitense King Von, pubblicato il 6 dicembre 2018.

## Descrizione
Nel brano King Von racconta la sua lotta nel crescere a O'Block su un beat in stile drill. Crazy Story ha ricevuto recensioni generalmente positive dalla critica. Alphonse Pierre di Pitchfork ha elogiato la narrazione di Von, in particolare gli elementi che rendono la storia vivida.

## Videoclip
Il videoclip ufficiale del brano è stato pubblicato il 31 dicembre 2018 sul canale YouTube di King Von.

## Remix
Crazy Story (Remix) è il remix ufficiale di Crazy Story, pubblicato il 3 maggio 2019. Il brano presenta un featuring del rapper statunitense Lil Durk.

## Tracce
1. Crazy Story – 2:26

Remix
1. Crazy Story (Remix) (feat. Lil Durk) – 4:04